# Mordella tonkinea
Mordella tonkinea es una especie de coleóptero de la familia Mordellidae.

## Distribución geográfica
Habita en Camboya.